# Molly Lefebure
Molly Lefebure (* 6. Oktober 1919 in London; † 27. Februar 2013 in der Grafschaft Hampshire) war eine britische Schriftstellerin mit einer besonderen Vorliebe für den Lake District und die sogenannten Lake Poets (William Wordsworth, Samuel Taylor Coleridge, Robert Southey).

## Leben
Molly Lefebure wurde in London geboren und studierte am King’s College London und der University of London. Während des Zweiten Weltkriegs arbeitete sie als Reporterin bei einer Londoner Zeitung. Danach war sie Sekretärin eines Pathologen und verarbeitete ihre dabei gesammelten Erfahrungen in den Büchern Evidence for the Crown und Murder on the Home Front.
Nachdem sie sich mehrere Jahre am Londoner Guy’s Hospital mit Drogenmissbrauch beschäftigt hatte, schrieb sie über den Dichter Coleridge und die Auswirkung seiner Opiatabhängigkeit auf sein Leben und Werk. In ihrem Buch The Bondage of Love gelingt es Molly Lefebure, anhand der Quellen ein ganz neues und positives Bild von Sarah Fricker, der Ehefrau von Coleridge, zu zeichnen.
Ein weiteres Buch handelt von Thomas Hardy und die Darstellung seiner Werke in Filmen.
Viele ihrer Bücher befassen sich mit Themen aus dem Bereich des Lake District. Ihre Kinderbücher Scratch and Co und The Hunting of Wilberforce Pike wurden von dem Autor und Zeichner Alfred Wainwright illustriert.
Im Jahr 2010 wurde Molly Lefebure in die Royal Society of Literature als Fellow aufgenommen. Gemeinsam mit ihrem Mann John, der nach 68 gemeinsamen Ehejahren im November 2011 verstarb, lebte sie in der Nähe des Orts Keswick in der Grafschaft Cumbria. Nach dem Tod ihres Mannes zog sie in ein Pflegeheim nach Hampshire in die Nähe ihrer Kinder, wo sie am 27. Februar 2013 verstarb.

## Werke
- Evidence for the Crown: Experiences of a Pathogist's Secretary. William Heinemann, 1955. Neuauflage unter dem Titel Murder on the Home Front: The Unique Wartime Memoirs of a Pathologist's Secretary. Grafton Books, 1990, ISBN 978-0586208540.
- Murder with a Difference: The Cases of Haigh and Christie. William Heinemann, 1958.
- The English Lake District. Batsford, 1964.
- Scratch and Co – The Great Cat Expedition. Gollancz, 1968. Neuauflage: Mountainmere Research, 2006, ISBN 978-0954721312.
- Cumberland Heritage. Gollancz, 1970, ISBN 0575003766.
- The Hunting of Wilberforce Pike. Gollancz, 1970. Neuauflage: Collins, 1975, ISBN 978-0006709459.
- The Loona Ballona. Nelson, 1974.
- Samuel Taylor Coleridge: A Bondage of Opium. Stein and Day, 1974, ISBN 0-8128-1711-7.
- Cumbrian Discovery. Gollancz, 1977, ISBN 0-575-02235-3.
- The Bondage of Love – A Life of Mrs Samuel Taylor Coleridge. Gollancz, London 1986, ISBN 0-575-03871-3.
- The Illustrated Lake Poets. 1987, ISBN 0711204772.
- Blitz! Gollancz, 1988, ISBN 0-575-04306-7; auch publiziert als We'll Meet Again. Grafton Books, 1990.
- Thunder In The Sky. Gollancz, 1991, ISBN 0-575-04807-7.
- Thomes Hardy's World: His Life, Times and Works. Carlton Books, 1997, ISBN 978-1858682457.